# Fußball-Weltmeisterschaft 1986/Marokko
Dieser Artikel behandelt die marokkanische Fußballnationalmannschaft bei der Fußball-Weltmeisterschaft 1986.

## Qualifikation

### Erste Runde
| Sierra Leone | - | Marokko      | 0:1 |
| Marokko      | - | Sierra Leone | 4:0 |

### Zweite Runde
| Marokko | - | Malawi  | 2:0 |
| Malawi  | - | Marokko | 0:0 |

### Dritte Runde
| Ägypten | - | Marokko | 0:0 |
| Marokko | - | Ägypten | 2:0 |

### Finalrunde
| Marokko | - | Libyen  | 3:0 |
| Libyen  | - | Marokko | 1:0 |

## Marokkanisches Aufgebot
| Nummer     | Name                  | Damaliger Verein | Geburtstag | Länderspiele |
| Torhüter   | Torhüter              | Torhüter         | Torhüter   | Torhüter     |
| ---------- | --------------------- | ---------------- | ---------- | ------------ |
| 1          | Badou Zaki            | Wydad Casablanca | 02.04.1959 |              |
| 12         | Salahdine Hmied       | FAR Rabat        | 01.09.1961 |              |
| 22         | Abdelfettah Mouddani  | AC Kénitra       | 30.07.1956 |              |
| Abwehr     |                       |                  |            |              |
| 2          | Labid Khalifa         | AC Kénitra       | 1955       |              |
| 3          | Abdelmajid Lamriss    | FAR Rabat        | 12.02.1959 |              |
| 4          | Mustafa El Biyaz      | KAC Marrakesch   | 12.12.1960 |              |
| 5          | Norredine Bouyahyaoui | AC Kénitra       | 07.01.1955 |              |
| 14         | Lahcen Ouadani        | FAR Rabat        | 14.07.1959 |              |
| 20         | Abdellah Bidane       | CODM Meknès      | 10.09.1965 |              |
| Mittelfeld |                       |                  |            |              |
| 6          | Abdelmajid Dolmy      | Raja Casablanca  | 19.04.1953 |              |
| 7          | Mustafa El Haddaoui   | Lausanne-Sports  | 28.07.1961 |              |
| 8          | Aziz Bouderbala       | FC Sion          | 26.12.1960 |              |
| 10         | Mohammed Timoumi      | FAR Rabat        | 15.01.1960 |              |
| 15         | Mouncif El Haddaoui   | AS Salé          | 21.10.1964 |              |
| 18         | Mohammed Sahil        | KAC Marrakesch   | 11.10.1963 |              |
| 19         | Fadel Jilal           | Wydad Casablanca | 04.03.1963 |              |
| 21         | Abdelaziz Souleimani  | Maghreb Fez      | 30.04.1958 |              |
| Angriff    |                       |                  |            |              |
| 9          | Abdelkrim Merry       | Le Havre AC      | 13.01.1955 |              |
| 11         | Mustafa Merry         | FC Valenciennes  | 21.04.1958 |              |
| 13         | Abdelfettah Rhiati    | Maghreb Fez      | 25.02.1963 |              |
| 16         | Azzedine Amanallah    | RC Besançon      | 07.04.1956 |              |
| 17         | Abderrazak Khairi     | FAR Rabat        | 20.11.1962 |              |
| Trainer    |                       |                  |            |              |
|            | José Faria            |                  | 26.04.1933 |              |

## Spiele der marokkanischen Mannschaft

### Vorrunde
- Polen –  Marokko 0:0

Stadion: Estadio Universitario (Monterrey)
Zuschauer: 19.000
Schiedsrichter: Martínez (Uruguay)
- Marokko –  England 0:0

Stadion: Estadio Tecnológico (Monterrey)
Zuschauer: 20.000
Schiedsrichter: González (Paraguay)
- Marokko –  Portugal 3:1 (2:0)

Stadion: Estadio Jalisco (Guadalajara)
Zuschauer: 24.000
Schiedsrichter: Snoddy (Nordirland)
Tore: 1:0 Khairi (19.), 2:0 Khairi (26.), 3:0 A. Merry (62.), 3:1 Diamantino (80.)
Sensationssieger der Gruppe F wurden die Nordafrikaner aus Marokko. Nach zwei torlosen Remis gegen Polen und England überzeugte der Außenseiter vor allem beim 3:1-Erfolg über Portugal. England wurde Zweiter, erkämpfte sich diesen Platz jedoch erst nach einem 3:0 per Lineker-Hattrick. Zuvor gab es noch eine enttäuschende 0:1-Niederlage gegen Portugal. Polen schaffte als Dritter ebenfalls den Sprung ins Achtelfinale, wofür der einzige Treffer der Osteuropäer, Smolareks 1:0 gegen Portugal, ausreichte.

### Achtelfinale
| 19.000 | Estadio Universitario (Monterrey) | Marokko | BR Deutschland | Petrović (Jugoslawien) | 0:1 (0:0) | 0:1 Matthäus (87.) |

Deutschland hatte gegen Marokko große Schwierigkeiten, musste bis kurz vor Schluss warten, bis Matthäus einen 30-Meter-Freistoß in die Maschen der Nordafrikaner setzte, die mit viel Respekt gegen die einfallslosen Deutschen auftraten. Das beste an diesem Spiel, so die Meinung von Teamchef Beckenbauer nach dem Spiel, war das Ergebnis.